# Geaya yucatana
Geaya yucatana is een hooiwagen uit de familie Sclerosomatidae.